# Salvador Espriu

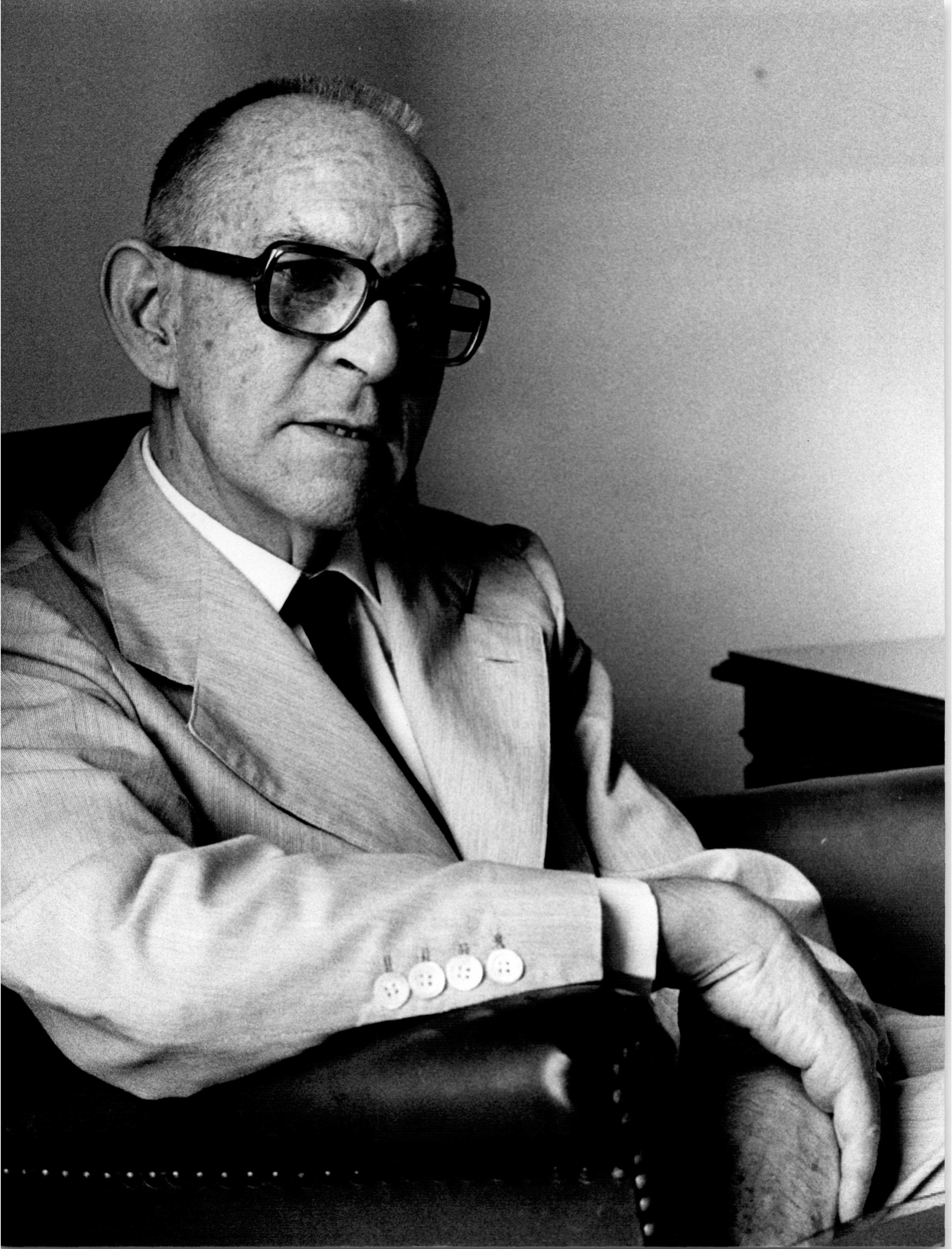
Salvador Espriu i Castelló (1980)

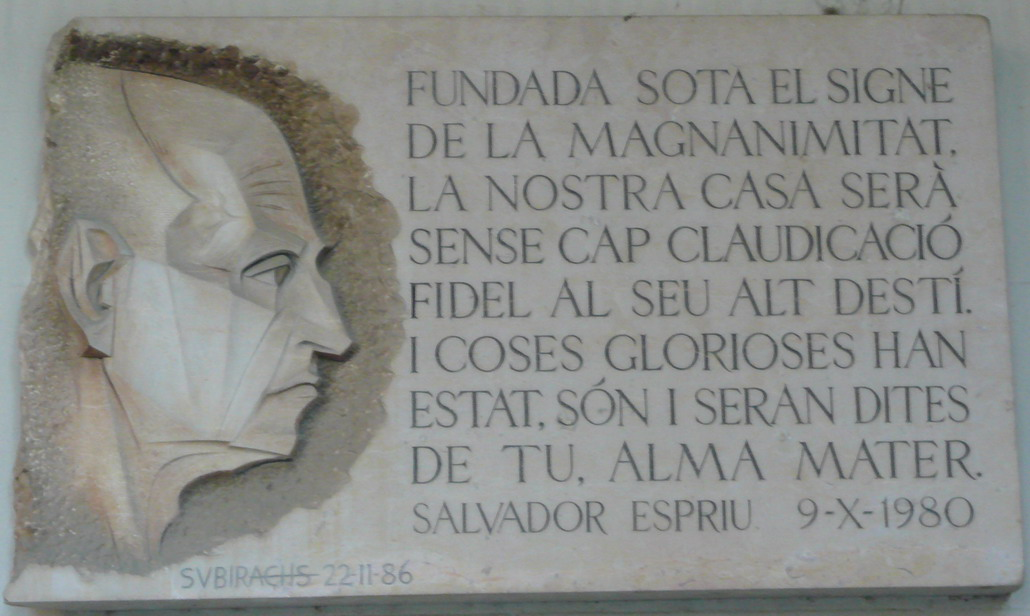
Salvador-Espriu-Gedenktafel

Salvador Espriu i Castelló (* 10. Juli 1913 in Santa Coloma de Farners; † 22. Februar 1985 in Barcelona) war ein spanischer Schriftsteller. 
Espriu gilt als einer der bedeutendsten Lyriker der katalanischen Literatur. Seine Werke wurden in zahlreiche Sprachen übersetzt, Espriu wurde mehrmals als Kandidat für den Literatur-Nobelpreis gehandelt. Einige seiner Texte sind vertont worden, etwa von dem katalanischen Liedermacher Raimon. Neben Gedichten verfasste Espriu auch Romane und Theaterstücke. Zentrale Motive in seinem Werk sind der Tod und die Frage nach Heimat.

## Leben
Espriu wuchs in Santa Coloma de Farners und Barcelona auf. Die Familie kam aus Arenys de Mar, einem Ort, der Espriu sehr geprägt hat und in vielen seiner Werke vorkommt. Das fiktive Sinera im Titel seines Gedichtbands Der Friedhof von Sinera ist ein Anagramm von Arenys.
Während eines Urlaubs starb Esprius älterer Bruder Francesc bei einem Unfall. Im Alter von neun Jahren erkrankte Espriu an einer Brustfellentzündung und war wegen Komplikationen drei Jahre lang bettlägerig. Er verlor in dieser Zeit ein zweites seiner vier Geschwister.
1929 veröffentlichte Espriu mit dem Erzählband Israel seine ersten Texte. Sie sind noch in spanischer Sprache verfasst und von alt-testamentarischen Begebenheiten inspiriert.
Nach dem Abitur studierte Espriu von 1931 bis 1936 Jura und Geschichte. Als der Spanische Bürgerkrieg ausbrach, musste Espriu wegen seiner schlechten körperlichen Verfassung nicht an die Front, leistete aber als Jurist Dienst bei einem Militärtribunal auf Seiten der Republikaner.
1946 veröffentlichte Espriu seinen ersten Gedichtband, Cementiri de Sinera. In den Folgejahren erlangte der Dichter mit seiner Lyrik und seinen Theaterstücken in katalanischer Sprache zunehmende Bekanntheit. Andreas Dorschel versteht Esprius Werk als „Versuch der Rettung des Katalanischen mit poetischen Mitteln“. Da das Franco-Regime diese Sprache zugunsten des zur spanischen Nationalsprache erhobenen Kastilisch zu unterdrücken suchte, geriet auch Espriu mehrmals in Konflikt mit der Staatsgewalt.
In den 1970er und 1980er Jahren erhielt Espriu mehrere Auszeichnungen, unter ihnen den Montaigne-Preis der Universität Tübingen, die Ehrendoktorwürde der Universitäten Barcelona und Toulouse und die Goldenen Medaillen der Stadt Barcelona und der katalanischen Regierung. Den zivilen Orden Cruz Alfonso X el Sabio, der Espriu 1982 zugesprochen wurde, lehnte er ab.

## Werke
- Cementiri de Sinera (1946), dt. Der Friedhof von Sinera
- Primera història d’Esther (1948)
- Les hores (1952), dt. Die Stunden
- Mrs. Death (1952)
- El caminant i el mur (1954), dt. Der Wanderer und die Mauer
- Final del laberint (1955), dt. Ende des Labyrinths
- La pell de brau (1960), dt. Die Stierhaut
- Llibre de Sinera (1963), dt. Buch von Sinera
- Setmana Santa (1970), dt. Karwoche
- Les roques i el mar, el blau (1981)
- Per a la bona gent (1982), dt. Für die guten Leute

## Übersetzungen
- Die Gedichte sind von Fritz Vogelgsang ins Deutsche übertragen worden (Salvador Espriu: Das Lyrische Werk. 3 Bde. Zürich: Ammann Verlag 2007)
- Fritz Vogelsang: Die Stierhaut, katalanisch/deutsch. Vervuert Verlag, Frankfurt am Main 1987, ISBN 3-921600-37-5.
- Ein Auswahlband ist im Piper Verlag erschienen (ISBN 978-3492110839). Er umfasst Texte aus Der Wanderer und die Mauer, Ende des Labyrinths und Die Stierhaut.